# Li'an
Li'an är ett arabiskt begrepp för när fadern förnekar faderskap till ett barn sedan han upptäckt sin fru med en annan man och barnet inte säkert är hans. I annat fall hade han anklagat henne för zina, men det är inte nödvändigt när det gäller li'an.
Han måste avlägga en ed att det han säger är sant. Kvinnan kan dock försvara sig själv genom att även hon avlägger fyra eder då hon säger att hon är oskyldig. Då upplöses äktenskapet och hon blir inte straffad. Hon får dock ta hela ansvaret över barnet precis som hon hade fått göra om det kommit till genom zina. Ett barn som kommit till genom zina är inte själv skyldigt men barnet kan ändå leva med en osäker status inom samhället och få sociala problem.